# Ulrich Pinner
Ulrich Pinner, né le 7 février 1954 à Zittau, est un ancien joueur de tennis professionnel allemand.

## Palmarès

### Titres en simple (2)
| No | Date       | Nom et lieu du tournoi | Catégorie | Dotation | Surface      | Finaliste      | Score         |  |
| -- | ---------- | ---------------------- | --------- | -------- | ------------ | -------------- | ------------- |  |
| 1  | 17-07-1978 | MercedesCup, Stuttgart |           | 50 000 $ | Terre (ext.) | Kim Warwick    | 6-2, 6-2, 7-6 |  |
| 2  | 09-07-1979 | Suisse Open, Gstaad    |           | 75 000 $ | Terre (ext.) | Peter McNamara | 6-2, 6-4, 7-5 |  |

### Finale en simple (1)
| No | Date       | Nom et lieu du tournoi | Catégorie | Dotation | Surface      | Vainqueur  | Score         |  |
| -- | ---------- | ---------------------- | --------- | -------- | ------------ | ---------- | ------------- |  |
| 1  | 16-07-1979 | MercedesCup, Stuttgart |           | 75 000 $ | Terre (ext.) | Tomáš Šmíd | 6-4, 6-0, 6-2 |  |